# Herpetopoma mariae
Herpetopoma mariae är en snäckart som beskrevs av Harold John Finlay 1930. Herpetopoma mariae ingår i släktet Herpetopoma och familjen pärlemorsnäckor. Inga underarter finns listade i Catalogue of Life.